# Duncan Laurence

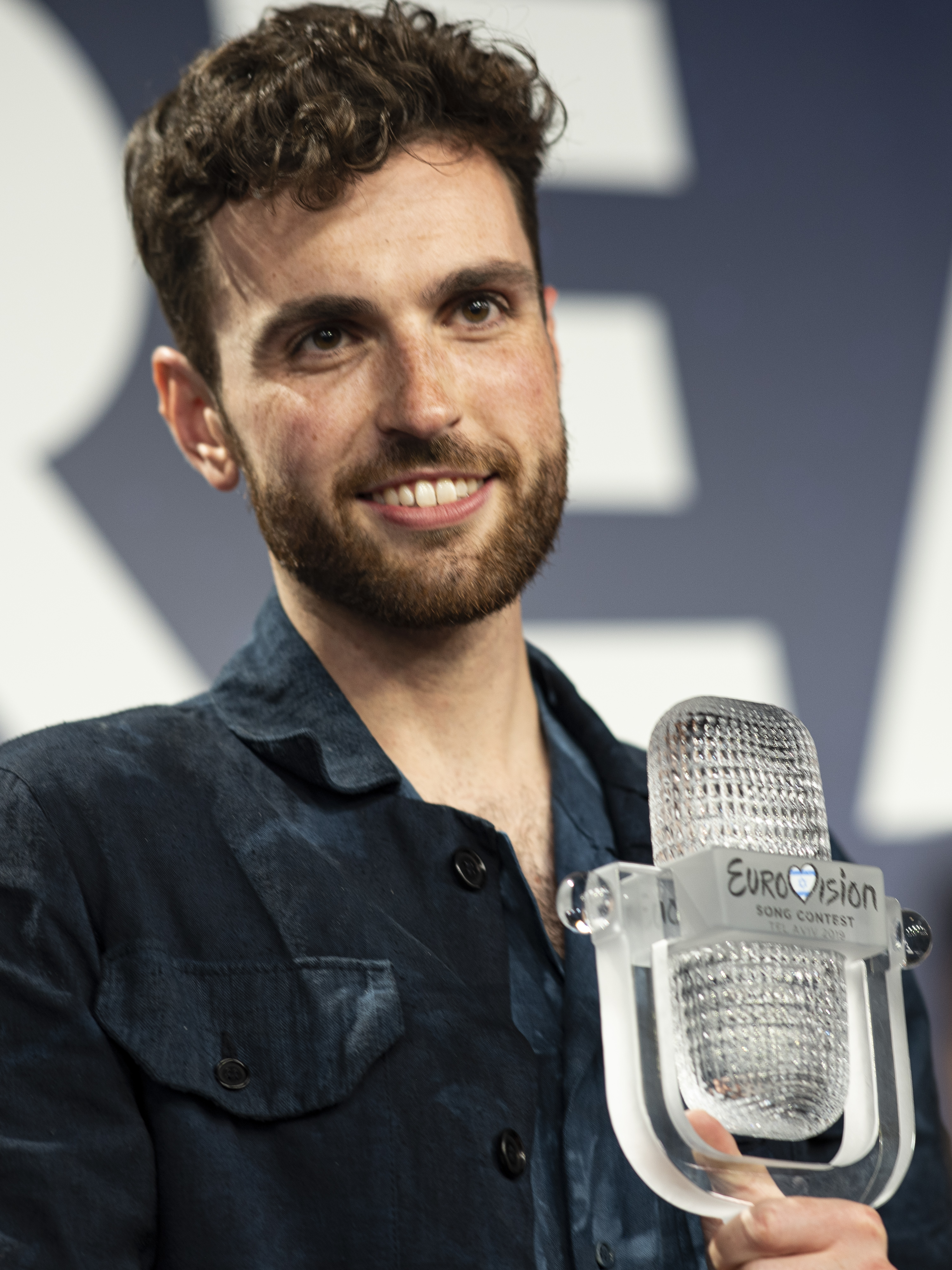
Duncan Laurence 2019 mit der ESC-Siegertrophäe

Duncan Laurence (eigentlich Duncan de Moor, * 11. April 1994 in Spijkenisse, Niederlande) ist ein niederländischer Sänger und Songwriter. Als Interpret des Liedes Arcade gewann er den Eurovision Song Contest 2019 und errang damit den fünften Sieg für die Niederlande bei diesem Wettbewerb.

## Leben und Karriere
2014 trat er erstmals in Erscheinung, als er an der Castingshow The Voice of Holland teilnahm. Dort trat er dem Team von Ilse DeLange bei und schaffte es bis ins Halbfinale.
2019 schloss er seine Ausbildung an der Rock Academy in Tilburg ab. Dort wurde er zum Songwriter, Sänger und Musikproduzenten ausgebildet. Außerdem verbrachte er viel Zeit in London und Stockholm, um Lieder zu schreiben.
Am 21. Januar 2019 gab der Sender AVROTROS bekannt, dass er die Niederlande beim Eurovision Song Contest in Tel Aviv, Israel vertreten wird. Sein englischsprachiges Lied Arcade wurde am 7. März 2019 vorgestellt. Kurz nach der Präsentation des Liedes erreichte Duncan Laurence den ersten Platz in den Wettquoten der meisten Wettanbieter. Er wurde seiner Favoritenrolle gerecht und gewann am 18. Mai 2019 den Wettbewerb.
Im Oktober 2018 teilte Duncan Laurence in einem Instagram-Post mit, er sei bisexuell und habe einen Freund. Kurz vor dem Finale des Eurovision Song Contest bestätigte er dies erneut auf einer Pressekonferenz. Im September 2019 gab er die Trennung bekannt. Im September 2020 machte er die Verlobung mit seinem Freund Jordan Garfield bekannt.
Darüber hinaus ist Laurence wegen der Absage des Eurovision Song Contest 2020 der bisher längste amtierende ESC-Sieger. Da erst am 22. Mai 2021 ein neuer Sieger ermittelt werden konnte, behielt Laurence den Titel für etwas mehr als zwei Jahre und damit länger als jeder vorherige Siegerinterpret in der Geschichte des Song Contests.
Am Finale des Eurovision Song Contests 2021 in Rotterdam konnte Laurence wegen einer Corona-Infektion nicht teilnehmen. Stattdessen wurde eine Aufzeichnung seines geplanten Auftritts eingespielt.
Seit 2022 sitzt er als Coach im Roten Stuhl von The Voice Kids Vlaanderen.
Am 26. Mai 2023 gab Laurence per Twitter bekannt, dass sich die Veröffentlichung seines Albums „Skyboy“, welches am gleichen Tag veröffentlicht werden sollte, verspäten wird. Als Grund nennt er die Belastung der letzten Monate, welche es ihm nicht erlaubt, dem Album die Aufmerksamkeit zu geben, die es benötigt. Ferner benennt Laurence kein genaues Release-Datum, lediglich, dass es bald erscheinen soll.
Seit August 2023 ist Laurence mit Jordan de Moor verheiratet.

## Diskografie

### Studioalben
- 2020: Small Town Boy
- 2023: Skyboy

### EPs
- 2020: Worlds on Fire
- 2020: Loving You Is A Losing Game

### Singles
- 2019: Arcade
- 2019: Love Don’t Hate It
- 2020: Someone Else
- 2020: Last Night
- 2021: Stars
- 2021: Heaven Is a Hand to Hold
- 2021: Wishes Come True
- 2022: Take My Breath Away
- 2022: Electric Life
- 2022: WDIA (Would Do It Again) (mit Rosa Linn)
- 2022: I Want It All
- 2023: Skyboy
- 2023: Rest in Peace

### Gastbeiträge
- 2020: Feel Something (Armin van Buuren feat. Duncan Laurence)
- 2021: Back to Back (Wrabel feat. Duncan Laurence)

## Auszeichnungen für Musikverkäufe
| Goldene Schallplatte - Griechenland - 2021: für die Single Arcade - Norwegen - 2019: für die Single Arcade - Schweden - 2021: für die Single Arcade Platin-Schallplatte - Australien - 2021: für die Single Arcade - Belgien - 2021: für die Single Arcade - Dänemark - 2022: für die Single Arcade - Italien - 2024: für die Single Arcade - Kanada - 2021: für die Single Arcade - Spanien - 2024: für die Single Arcade | 3× Goldene Schallplatte - Mexiko - 2021: für die Single Arcade 2× Platin-Schallplatte - Portugal - 2021: für die Single Arcade Diamantene Schallplatte - Frankreich - 2022: für die Single Arcade - Polen - 2024: für die Single Arcade 3× Diamantene Schallplatte - Brasilien - 2024: für die Single Arcade |

Anmerkung: Auszeichnungen in Ländern aus den Charttabellen bzw. Chartboxen sind in ebendiesen zu finden.
| Land/RegionAuszeichnungen für Musikverkäufe (Land/Region, Auszeichnungen, Verkäufe, Quellen) | Gold     | Platin       | Diamant     | Verkäufe  | Quellen              |
| -------------------------------------------------------------------------------------------- | -------- | ------------ | ----------- | --------- | -------------------- |
| Australien (ARIA)                                                                            | —        | Platin1      | —           | 70.000    | aria.com.au          |
| Belgien (BRMA)                                                                               | —        | Platin1      | —           | 40.000    | ultratop.be          |
| Brasilien (PMB)                                                                              | —        | —            | 3× Diamant3 | 480.000   | pro-musicabr.org.br  |
| Dänemark (IFPI)                                                                              | —        | Platin1      | —           | 90.000    | ifpi.dk              |
| Deutschland (BVMI)                                                                           | —        | Platin1      | —           | 400.000   | musikindustrie.de    |
| Frankreich (SNEP)                                                                            | —        | —            | Diamant1    | 333.333   | snepmusique.com      |
| Griechenland (IFPI)                                                                          | Gold1    | —            | —           | 10.000    | Einzelnachweise      |
| Italien (FIMI)                                                                               | —        | Platin1      | —           | 100.000   | fimi.it              |
| Kanada (MC)                                                                                  | —        | Platin1      | —           | 80.000    | musiccanada.com      |
| Mexiko (AMPROFON)                                                                            | Gold1    | Platin1      | —           | 90.000    | amprofon.com.mx      |
| Niederlande (NVPI)                                                                           | Gold1    | 5× Platin5   | —           | 400.000   | nvpi.nl              |
| Norwegen (IFPI)                                                                              | Gold1    | —            | —           | 30.000    | ifpi.no              |
| Österreich (IFPI)                                                                            | —        | Platin1      | —           | 30.000    | ifpi.at              |
| Polen (ZPAV)                                                                                 | —        | —            | Diamant1    | 250.000   | olis.pl              |
| Portugal (AFP)                                                                               | —        | 2× Platin2   | —           | 20.000    | Einzelnachweise      |
| Schweden (IFPI)                                                                              | Gold1    | —            | —           | 40.000    | sverigetopplistan.se |
| Spanien (Promusicae)                                                                         | —        | Platin1      | —           | 60.000    | elportaldemusica.es  |
| Vereinigte Staaten (RIAA)                                                                    | —        | Platin1      | —           | 1.000.000 | riaa.com             |
| Vereinigtes Königreich (BPI)                                                                 | —        | Platin1      | —           | 600.000   | bpi.co.uk            |
| Insgesamt                                                                                    | 5× Gold5 | 18× Platin18 | 5× Diamant5 |           |                      |